# Pseudosimnia
Pseudosimnia is een geslacht van weekdieren uit de klasse van de Gastropoda (slakken).

## Soorten
- Pseudosimnia adriatica (G. B. Sowerby I, 1828)
- Pseudosimnia alisonae Lorenz & Rosenberg, 2020
- Pseudosimnia angusta Celzard, 2017
- Pseudosimnia bilineata Bozzetti, 2009
- Pseudosimnia carnea (Poiret, 1789)
- Pseudosimnia diaphana (Liltved, 1987)
- Pseudosimnia flava Fehse, 2003
- Pseudosimnia jeanae (C. N. Cate, 1973)
- Pseudosimnia juanjosensii (Pérez & Gómez, 1987)
- Pseudosimnia lacrima Simone & Cunha, 2012
- Pseudosimnia nudelmani Lorenz & Fehse, 2009
- Pseudosimnia pyrulina (A. Adams, 1855)
- Pseudosimnia shikamai (C. N. Cate, 1973)
- Pseudosimnia vanhyningi (M. Smith, 1940)
- Pseudosimnia wieseorum Lorenz, 1985

### Synoniemen
- Pseudosimnia (Aperiovula) C. N. Cate, 1973 => Pseudosimnia Schilder, 1927
- Pseudosimnia (Diminovula) Iredale, 1930 => Diminovula Iredale, 1930
- Pseudosimnia (Diminovula) fruticum (Reeve, 1865) => Prionovolva brevis (G. B. Sowerby I, 1828)
- Pseudosimnia (Vokesina) Dolin & Dockery, 2018 † => Transovula de Gregorio, 1880 †
- Pseudosimnia (Vokesina) anteana Dolin & Dockery, 2018 † => Transovula anteana (Dolin & Dockery, 2018) †
- Pseudosimnia alabaster (Reeve, 1865) => Diminovula alabaster (Reeve, 1865)
- Pseudosimnia anteana Dolin & Dockery, 2018 † => Transovula anteana (Dolin & Dockery, 2018) †
- Pseudosimnia aurantiomacula C. N. Cate & Azuma, 1973 => Diminovula aurantiomacula (C. N. Cate & Azuma, 1973)
- Pseudosimnia caledonica (Crosse, 1871) => Diminovula caledonica (Crosse, 1871)
- Pseudosimnia carnea sensu F. A. Schilder, 1941 not Poiret, 1789 => Sandalia triticea (Lamarck, 1810)
- Pseudosimnia coroniola C. N. Cate, 1973 => Diminovula coroniola (C. N. Cate, 1973)
- Pseudosimnia culmen C. N. Cate, 1973 => Diminovula culmen (C. N. Cate, 1973)
- Pseudosimnia emilyreidae C. N. Cate, 1973 => Diminovula kosugei (C. N. Cate, 1973)
- Pseudosimnia filia Azuma, 1974 => Primovula rosewateri (C. N. Cate, 1973)
- Pseudosimnia florida Kuroda, 1958 => Primovula roseomaculata (Schepman, 1909)
- Pseudosimnia fulguris Azuma & C. N. Cate, 1971 => Primovula fulguris (Azuma & C. N. Cate, 1971)
- Pseudosimnia incisa Azuma & C. N. Cate, 1971 => Diminovula incisa Azuma & C. N. Cate, 1971
- Pseudosimnia kandai C. N. Cate & Azuma in C. N. Cate, 1973 => Testudovolva nipponensis (Pilsbry, 1913)
- Pseudosimnia marginata (G. B. Sowerby I, 1828) => Margovula marginata (G. B. Sowerby I, 1828)
- Pseudosimnia nubila C. N. Cate & Azuma in C. N. Cate, 1973 => Diminovula whitworthi C. N. Cate, 1973
- Pseudosimnia perilla C. N. Cate, 1973 => Diminovula dautzenbergi (F. A. Schilder, 1931)
- Pseudosimnia punctata (Duclos, 1828) => Diminovula punctata (Duclos, 1828)
- Pseudosimnia pyrifera C. N. Cate, 1973 => Pseudosimnia vanhyningi (M. Smith, 1940)
- Pseudosimnia pyriformis sensu Kuroda, 1958 not G. B. Sowerby I, 1828 => Diminovula alabaster (Reeve, 1865)
- Pseudosimnia pyriformis sensu F. A. Schilder, 1941 not G. B. Sowerby I, 1828 => Diminovula alabaster (Reeve, 1865)
- Pseudosimnia sphoni C. N. Cate, 1973 => Pseudosimnia vanhyningi (M. Smith, 1940)
- Pseudosimnia striola C. N. Cate, 1973 => Diminovula dautzenbergi (F. A. Schilder, 1931)
- Pseudosimnia translineata C. N. Cate, 1973 => Margovula translineata (C. N. Cate, 1973)
- Pseudosimnia verepunctata Iredale, 1930 => Diminovula alabaster (Reeve, 1865)
- Pseudosimnia whitworthi C. N. Cate, 1973 => Diminovula whitworthi C. N. Cate, 1973